# Eddy Annys
Eddy Annys (* 13. Dezember 1958 in Wilrijk) ist ein ehemaliger belgischer Leichtathlet, der sich auf den Hochsprung spezialisiert hat und aktuell Inhaber des Landesrekordes ist. 1986 feierte er mit dem Gewinn der Bronzemedaille bei den Halleneuropameisterschaften in Madrid seinen größten sportlichen Erfolg.

## Sportliche Laufbahn
Erste internationale Erfahrungen sammelte Eddy Annys im Jahr 1977, als er bei den Junioreneuropameisterschaften in Donezk mit übersprungenen 2,07 m den sechsten Platz belegte. Im Jahr darauf gelangte er bei den Europameisterschaften in Prag mit 2,10 m auf Rang 16 und 1979 wurde er bei den Halleneuropameisterschaften in Wien mit 2,10 m 17. 1981 belegte er bei der Sommer-Universiade in Bukarest mit 2,18 m den zehnten Platz und im Jahr darauf gelangte er bei den Halleneuropameisterschaften in Mailand mit 2,15 m auf den 17. Platz. 1983 gewann er bei den Studentenweltspielen im kanadischen Edmonton mit 2,29 m die Silbermedaille hinter Igor Paklin aus der Sowjetunion und erreichte anschließend bei den erstmals ausgetragenen Weltmeisterschaften in Helsinki mit 2,19 m im Finale Rang 14. Im Jahr darauf nahm er an den Olympischen Sommerspielen in Los Angeles teil und schied dort mit 2,21 m in der Qualifikationsrunde aus. 1985 belegte er bei den Halleneuropameisterschaften in Piräus mit 2,24 m den vierten Platz und im Jahr darauf gewann er bei den Halleneuropameisterschaften in Madrid mit 2,28 m die Bronzemedaille hinter den Westdeutschen Dietmar Mögenburg und Carlo Thränhardt. Daraufhin trat er nicht mehr international in Erscheinung.
In den Jahren 1983 und 1985 wurde Annys belgischer Meister im Hochsprung im Freien sowie 1986 in der Halle. 